# Публій Корнелій Сципіон Назіка Серапіон (консул 111 до н. е.)
Публій Корнелій Сципіон Назіка Серапіон (лат. Publius Cornelius Scipio Nasica Serapio; 154 до н. е. — 111 до н. е.) — політичний діяч Римської республіки, консул 111 року до н. е., визначний красномовець свого часу.

## Життєпис
Походив з патриціанського роду Корнеліїв, його гілки Сципіонів. Син Публія Корнелія Сципіона Назіки Серапіона, великого понтифіка.
У 114 році до н. е. став претором, а у 111 році до н. е. його було обрано консулом разом з Луцієм Кальпурнієм Бестією. Оголосив війну Югурті, царю Нумідії. Як провінцію отримав Італію. Помер того ж року на посаді консула.

## Родина
Дружина — Цецилія Метелла, донька Квінта Цецилія Метелла Македонського.
Діти:
- Публій Корнелій Сципіон Назіка, претор 93 року до н. е.
- Корнелія, дружина Публія Корнелія Лентула Марцеліна, монетарія 100 року до н. е.